# Wilbert London
Wilbert London III (17 agosto 1997) è un velocista statunitense, campione mondiale nella staffetta 4×400 metri mista a Doha 2019.

## Palmarès
| Anno | Manifestazione      | Sede      | Evento        | Risultato  | Prestazione | Note                                    |
| ---- | ------------------- | --------- | ------------- | ---------- | ----------- | --------------------------------------- |
| 2016 | Mondiali under 20   | Bydgoszcz | 400 m piani   | Argento    | 45"27       | Miglior prestazione personale           |
| 2016 | Mondiali under 20   | Bydgoszcz | 4×400 m       | Oro        | 3'02"39     |                                         |
| 2017 | Mondiali            | Londra    | 400 m piani   | Semifinale | 45"12       |                                         |
| 2017 | Mondiali            | Londra    | 4×400 m       | Argento    | 2'58"61     |                                         |
| 2019 | Giochi panamericani | Lima      | 400 m piani   | 4º         | 45"07       |                                         |
| 2019 | Giochi panamericani | Lima      | 4×400 m       | Argento    | 3'01"72     |                                         |
| 2019 | Mondiali            | Doha      | 4×400 m       | Oro        | 2'56"69     | Miglior prestazione mondiale stagionale |
| 2019 | Mondiali            | Doha      | 4×400 m mista | Oro        | 3'09"34     | Record mondiale                         |